# One Tree Hill
One Tree Hill és una sèrie de televisió estatunidenca d'adolescents creada per Mark Schwahn i emesa per primer cop el 23 d'abril de 2003 per la The WB Network. Després de la tercera temporada, The WB es va fusionar amb UPN per formar The CW Network, i des del 27 de setembre de 2006 és el canal official de l'emissió del serial als Estats Units. L'acció es desenvolupa a la vil·la fictícia de Tree Hill a Carolina del Nord i inicialment relatava la vida de dos germanastres, Lucas Scott (Chad Michael Murray) i Nathan Scott (James Lafferty).

## Argument
La història se situa a Tree Hill, un petit poble de Carolina del Nord. En Lucas i en Nathan són dos nois completament diferents, però comparteixen la passió pel bàsquet i el mateix pare, en Dan. Per una part, en Nathan és el líder de l'equip de bàsquet de l'institut i, prové d'una família benestant formada per la seva mare la Deb i el seu pare en Dan. Per altra banda, en Lucas juga al bàsquet a la pista del riu amb els seus amics i, va ser criat per la seva mare la Karen, la qual és la propietària d'un cafè local i, pel seu tiet Keith, el qual és propietari d'un taller mecànic.
En Keith és amic i ex jugador de l'entrenador de bàsquet de l'equip de l'institut de Tree hill Whitey Durha i, li demana que incorpori en Lucas a l'equip, ja que presenta unes bones qualitats com a jugador. Quan aconsegueix entrar als "Ravens", equip capitanejat pel seu germà Nathan, que el posa en evidència pels seus orígens humils, provocant picabaralles entre ells. En els primers capítols en Lucas ens mostra la doble atracció per la novia d'en Nathan, Peyton i, per la millor amiga d'aquesta, la Brooke. Per altra banda, és el mateix Nathan que comença a rebre classes particulars de la Haley, la millor amiga d'en Lucas, degut al seu baix rendiment escolar i, en un principi l'escull i la vol seduir per molestar al seu germà, però a poc a poc es va enamorant d'ella, la qual el correspon, cosa que fa augmentar el malestar entre els dos germans.
Fent referència als personatges adults, trobem el matrimoni d'en Dan i la Deb, un matrimoni que comença després de quedar embarassada d'en Nathan durant la seva etapa universitària. En l'etapa d'institut, en Dan va deixar embarassada a la Karen, relació de la que neix en Lucas, però en aquest cas decideix abandonar a la Karen i al seu fill Lucas, ja que preferia seguir amb la seva carrera de bàsquet a la universitat, ja que era un gran jugador. En Keith, germà d'en Dan, ajuda a la karen amb la criança d'en Lucas, arribant a ser considerat un pare per aquest. En Keith està enamorat de la Karen des de l'institut.
A partir de la cinquena temporada es produeix un gran salt, se'ns presenta als personatges quatre anys després (un cop finalitzada la universitat d'alguns i les feines d'altres), tots acaben tornant a casa seva, a Tree Hill.
A la sisena temporada dos dels protagonistes se'n van i no tornen a sortir fins al final de la sèrie on només acaba sortint un d'ells, el Lucas.
Al llarg de les temporades veiem com en Nathan i en Lucas superen les seves diferències, mantenint una relació de germans, la Peyton aconsegueix muntar la seva pròpia discogràfica i es casa amb el Lucas, el qual és entrenador i escriptor. La Haley després de superar els problemes matrimonials amb el Nathan degut a la seva gira, tenen un fill meravellós i més tard una filla, en Jamie i la Lídia, ella torna a la música i en Nathan aconsegueix entrar a la NBA. La Brooke és la propietària de la companyia Clothes Over Bros, companyia de molt èxit, es fa responsable d'una adolescent, la Sammantha (Sam), acollint-la i ajudant-la a superar els problemes. En Dan compleix condemna per matar el seu germà Keith i quan surt, intenta buscar el perdó de tots i, intenta ser el millor avi per al seu net James Lucas Scott.
L'última temporada segresten al Nathan i el Dan fa tot el possible per trobar-lo, al final, quan el troba, amb l'ajut d'alguns dels altres personatges, disparen al Nathan, però el seu pare, en Dan, es posa al davant i li salva la vida. És llavors quan el Nathan el perdona, i quan en Dan s'està a punt de morir veu al seu germà en Keith (també mort, assassinat per ell), el qual l'hi diu que no està enfadat i que també el perdona.

## Temporades
| Temporada | Temporada | Episodis | Any d'emissió | Llançament en DVD de One Tree Hill | Llançament en DVD de One Tree Hill | Llançament en DVD de One Tree Hill |
| Temporada | Temporada | Episodis | Any d'emissió | Estats Units                       | Discs                              |                                    |
| --------- | --------- | -------- | ------------- | ---------------------------------- | ---------------------------------- | ---------------------------------- |
|           | 1         | 22       | 2003 — 2004   | 25 de gener de 2005                | 6                                  |                                    |
|           | 2         | 23       | 2004 — 2005   | 13 de setembre de 2005             | 6                                  |                                    |
|           | 3         | 22       | 2005 — 2006   | 26 de setembre de 2006             | 6                                  |                                    |
|           | 4         | 21       | 2006 — 2007   | 18 de desembre de 2007             | 6                                  |                                    |
|           | 5         | 18       | 2008          | 26 d'agost de 2008                 | 5                                  |                                    |
|           | 6         | 24       | 2008 — 2009   | 25 d'agost de 2009                 | 7                                  |                                    |
|           | 7         | 22       | 2009 — 2010   | 17 d'agost de 2010                 | 5                                  |                                    |
|           | 8         | 22       | 2010 — 2011   | TBA                                | -                                  |                                    |

## Personatges
- Lucas Scott (Chad Michael Murray), (Fix: Temporades 1-6):

Nom complet: Lucas Eugene Scott. Personatge principal de la sèrie amb la Peyton Sawyer (Hilarie Burton). És el fill de la Karen Roe i d'en Dan Scott, els quals van ser parella durant l'institut, i que en Dan va abandonar per a seguir jugant al bàsquet a la universitat. És el nebot d'en Keith Scott, el qual fa de figura paterna. És el germà d'en Nathan Scott per part de pare i, germà de la Lili Roe Scott per part de la relació de la seva mare amb en Keith. Té una greu malaltia de cor, heretada del seu pare, que el fa deixar el bàsquet. Però es dedicarà a entrenar l'equip i publicarà dos novel·les "An Unkindness of Ravens" i "The Comet". La seva millor amiga és la Haley James Scott i és el padrí del seu fill James Lucas Scott. Manté una relació amb la Brooke que després de diverses picabaralles donen per finalitzada la relació i queden com a bons amics. Va estar compromès amb la seva editora Linsey, que el deixarà plantat a l'altar en adonar-se que ell segueix enamorat de la Peyton. Finalment es casa amb la Peyton Sawyer i tenen una filla, la Sawyer Brooke Scott.
- Nathan Scott (James Lafferty), (Fix: Temporades 1-8):[3]

Nom complet: Nathan Royal Scott. És fill de la Deborah (Deb) i d'en Daniel (Dan)Scott. És el nebot d'en Keith Scott i d'en Cooper Lee (germà de la Deb) i és el germà d'en Lucas Scott. A l'inici de la sèrie, manté una complicada relació amb la Peyton Sawyer. Aquesta posa fi a la relació degut a les grans picabaralles que mantenen. És el capità de l'equip de bàsquet de l'institut de Tree Hill els "Ravens". Quan el seu germà Lucas hi entra, es dedica a molestar-lo i, per fastiguejar-lo s'apropa a la millor amiga d'aquest, la Haley, perquè li doni classes particulars.Però al final s'acaba enamorant d'ella i es casen en secret, sense amics ni familiars. Amb el temps es tornen a casar amb els amics i familiars. Pateix molt quan la Haley marxa de gira amb el Chris Keller, fent trontollar el seu matrimoni, però aquest s'acaba solucionant quan ella torna i lluita per ell. A causa de la falta de diners per a poder mantenir a la seva dona i al seu futur fill James "Jamie" Lucas Scott, que neix el dia de la graduació, s'involucra amb un jugador d'apostes que l'obliga a perdre partits. A causa de la falta d'autocontrol, es fica en una baralla en un bar que el fa quedar en una cadira de rodes, cosa que fa que la seva carrera reeixida de bàsquet s'acabi, i aquest entra en una depressió que el farà aïllar-se dels que l'estimen. Quan aconsegueix superar la seva depressió i rehabilitar-se, juga als Charleston Chiefs. Abans d'entrar a l'equip dels Charleston Chiefs, entrena juntament amb en Lucas i l'Skills l'equip de l'institut, i en Quentin "Q" Fields, jugador de l'equip, l'ajudarà en el seu retorn al bàsquet. El seu número de samarreta sempre ha estat el 23, durant l'institut i la universitat, ara utilitza el número 12 en honor del seu fill Jamie.
- Peyton Sawyer (Hilarie Burton), (Fix: Temporades 1-6):

Nom complet: Peyton Elizabeth Sawyer. Filla de Mick Wolf y Ellie Harp, va ser adoptada per Larry Sawyer y Anna Rebecca Sawyer. La seva mare adoptiva va morir en travessar un semàfor en vermell, quan anava a recollir-la a l'escola. Va ser criada pel Larry, encara que aquest s'aïlla a la feina per poder superar la mort de la seva dona. És l'ex-xicota d'en Nathan Scott i la seva millor amiga és la Brooke Davis, des dels 9 anys. Està enamorada d'en Lucas Scott i formarà un triangle amorós amb ell i la Brooke. Va ser animadora durant l'institut perquè la seva mare adoptiva ho va ser. Té talent pel dibuix i li encanta la música. Va rebre un tret a la cama quan tenia 17 anys i va ser rescatada per en Lucas. La seva mare biològica (Ellie Harp) mort a causa s'un càncer de mama, després de crear un disc amb ella, Friends with Benefits, i dona tots els beneficis a una fundació en contra d'aquesta malaltia. Té un germà per part de pare, en Derek Sommers, però el primer Derek Sommers que coneix, resulta ser un assetjador. Després coneix al seu vertader mig-germà afromaericà Derek Sommers i, manté una bona relació, ja que aquest l'ajuda a superar la seva por a causa de l'assetjador. Té la seva pròpia discogràfica anomenada "Red Bedroom Records". Finalment es casa amb en Lucas Scott, després de diverses relacions amb ell i de dir "no" la primera vegada que ell li proposa matrimoni. Durant l'embaràs ha de fer repòs, ja que aquest fa perillar la seva vida i la del bebè, però la Payton decideix seguir endavant i finalment tenen una filla, la Sawyer Brooke Scott.
- Haley James-Scott (Bethany Joy Lenz-Galeotti), (Fix: Temporades 1-8): És la millor amiga de Lucas Scott. És la filla petita d'una família nombrosa. Treballa al Karen's Cafe de la mare del Lucas, la Karen. Durant la seva etapa a l'institut, el seu rendiment acadèmica era brillant i també formava part del grup tutorial de l'escola. Coneix Nathan Scott arran d'un pacte que li impartia classes particulars a canvi que ell atures les bromes al seu millor amic Lucas a l'equip de bàsquet. Arran d'això, inicien una relació sentimental entre ells que culminarà amb un casament secret en el qual només hi són presents els pares de la Haley.

- Brooke Davis (Sophia Bush), (Fix: Temporades 1-8):

- Dan Scott (Paul Johansson), (Fix: Temporades 1-7):

- Deb Scott (Barbara Alyn Woods), (Fix: Temporades 2-4, 6, Recurrent: Temporades 1, 5):